# Gary Bertini
Pour les articles homonymes, voir Bertini.
Gary Bertini (1er mai 1927 - 17 mars 2005), est un chef d'orchestre israélien.

## Biographie
Gary Bertini est né Shloyme Golergant à Brichevo, alors en Bessarabie, puis en Roumanie et maintenant en Moldavie. Son père, K.A. Bertini (Arn Golergant), est un poète et un traducteur d'auteurs russe (Léonide Andreiev) et yiddish (Avrom Sutzkever, H. Leivick (en)) en hébreu. Sa mère, Berta Golergant est médecin et biologiste.
La famille émigre en Israël en 1946 et Gary Bertini étudie la musique au Music Training Teachers' College à Tel-Aviv, puis à Milan et au Conservatoire de Paris, de 1951 à 1954, où il est l'élève de Nadia Boulanger, d'Eugène Bigot, de Jacques Chailley, d'Arthur Honegger et d'Olivier Messiaen.
Dès son retour en Israël, Gary Bertini fonde en 1955 la Chorale Rinat, devenue plus tard le Chœur de chambre d'Israël. Il est le conseiller musical de la Batsheva Dance Company et fonde l'Orchestre de chambre d'Israël en 1965, qu'il dirige jusqu'à 1975 et, de 1978 à 1986, il est à la tête de l'Orchestre symphonique d'Israël. À partir de 1994, il est le directeur artistique du New Israeli Opera à Tel Aviv.
Sa carrière est également internationale et, hors d'Israël, il est le conseiller musical de l'Orchestre symphonique de Detroit de 1981 à 1983, chef permanent de l'Orchestre symphonique de la WDR de Cologne de 1983 à 1991 et de l'Opéra de Francfort de 1987 à 1991. Il a aussi exercé les fonctions de directeur artistique de l'Opéra d'État de Hambourg, de l'Orchestre symphonique métropolitain de Tokyo, de l'Opéra de Rome et, avant sa mort, survenue le 17 mars 2005 des suites d'un lymphome, du Teatro San Carlo à Naples.

## Discographie sélective
- Debussy, L’Enfant prodigue et La Demoiselle élue, avec José Carreras, Dietrich Fischer-Dieskau et Jessye Norman et l'Orchestre symphonique de la radio de Stuttgart,
- Gustav Mahler, l'intégrale des symphonies, plusieurs fois enregistrée, notamment avec l'Orchestre symphonique de la WDR de Cologne,
- Ravel, les concertos pour piano et orchestre en sol majeur et ré mineur, avec Kun-Woo Paik et l'Orchestre symphonique de la radio de Stuttgart,
- Rossini, L'Italienne à Alger, avec l'orchestre de la Staatskapelle de Dresde,
- Igor Stravinsky, la Symphonie de psaumes, avec Dietrich Fischer-Dieskau et l'Orchestre symphonique de la radio de Stuttgart,
- Tchaïkovski, la Symphonie no 5, avec l'Orchestre symphonique de Bamberg,
- Kurt Weill, les Symphonies no 1 et no 2, avec l'Orchestre symphonique de la BBC,
- Zimmermann, le Requiem für einen jungen Dichter - Lingual, avec l'Orchestre symphonique de la WDR de Cologne.
- Berlioz, La damnation de Faust, David Kuebler, Faust, Béatrice Uria-Monzon, Marguerite, Franz Grundheber, Méphistophélès, The Israel Philharmonic Orchestra, Transylvania State Philharmonic Choir. 2 CD Helicon classics 2012.
- Maderna, Les concertos pour hautbois, avec Heinz Holliger et l'Orchestre symphonique de la WDR de Cologne. CD Philips Classics 1994.

## Récompenses
En 1978, le Prix Israël lui est décerné. C'est le prix le plus prestigieux attribué chaque année par l'État d'Israël à des personnalités israéliennes ou à des organisations ayant marqué l'année d'un point de vue artistique, culturel ou scientifique.

### Sources
- Biographie de Gary Bertini, sur le site musimem.com, consulté le 14 février 2008